# Peltonychia
Peltonychia es un género de Opiliones en la familia Cladonychiidae. Existen nueve especies descriptas en Peltonychia, que habitan en Europa.

## Especies
Estas nueve especies pertenecen al género Peltonychia:
- Peltonychia clavigera (Simon, 1879)
- Peltonychia gabria Roewer, 1935
- Peltonychia leprieuri (Lucas, 1861)
- Peltonychia leprieurii
- Peltonychia navarica (Simon, 1879)
- Peltonychia piochardi (Simon, 1872)
- Peltonychia postumicola (Roewer, 1935)
- Peltonychia sarea (Roewer, 1935)
- Peltonychia tenuis Roewer, 1935